# Papa Demba Camara
Papa Demba Camara né le 16 janvier 1993 à Pout, est un footballeur international sénégalais. Il évolue au poste de gardien de but.

## Biographie

### Carrière en club
Il commence le football au Sénégal, son pays natal, avant de rejoindre les équipes jeunes du Sporting Braga au Portugal. Il n'y reste qu'une saison avant de rejoindre le club français du FC Sochaux qui évolue en Ligue 1. Il joue son premier match professionnel lors de la 30e journée de Ligue 1 contre le Stade brestois en entrant en jeu à la place de Teddy Richert à la suite de la blessure de ce dernier lors des premiers minutes de jeu.
La saison suivante, il ne joue qu'un match lors des 16e de finale de Coupe de la ligue contre l'Évian Thonon Gaillard remporté lors de la prolongation sur le score de trois buts à deux.
Après une saison sans n'avoir joué une seule minute de jeu, il retrouve les terrains lors de la saison 2014-2015 et après la relégation du club, en participant à six rencontres dont quatre de Ligue 2. Il retrouve les bois le 24 novembre 2015 lors de la saison suivante, enchainant sept titularisations à la suite de la blessure d'Olivier Werner. Néanmoins, ses prestations ne convainquent pas et le jeune Maxence Prévot lui est préféré dès le mois de janvier,.
Laissé libre au terme de la saison, il rejoint le Grenoble Foot 38, qui évolue en CFA, quatrième division française. Le club monte en National et il prend le rôle de second gardien. Titulaire pour les matchs de Coupe de France. il participe à la montée du club en Ligue 2 en ayant disputé 4 matchs de championnat. Durant la saison 2018-2019, deux blessures de Brice Maubleu, premier gardien, permettent à Papa Demba Camara  de disputer 15 matchs de Ligue 2. Arrivé en fin de contrat lors de la saison suivante avec le club grenoblois et n'ayant disputé que trois matchs officiels, il décide de ne pas prolonger pour essayer de retrouver du temps de jeu.

### Carrière internationale
Camara est sélectionné pour disputer les Jeux olympiques d'été de 2012 avec le Sénégal.
Il joue son premier match avec la sélection sénégalaise le 31 mars 2014 lors d'un match amical contre la Colombie. Le 13 janvier 2015, il porte une nouvelle fois les couleurs sénégalaises en entrant à la mi-temps contre la Guinée.

## Statistiques

### En club
| Saison                | Club                   | Championnat           | Championnat | Championnat | Coupe nationale | Coupe nationale | Coupe de la Ligue | Coupe de la Ligue | Total | Total |
| Saison                | Club                   | Division              | M.          | B.          | M.              | B.              | M.                | B.                | M.    | B.    |
| 2011-2012             | FC Sochaux-Montbéliard | Ligue 1               | 1           | 0           | -               | -               | -                 | -                 | 1     | 0     |
| 2012-2013             | FC Sochaux-Montbéliard | Ligue 1               | -           | -           | -               | -               | 1                 | 0                 | 1     | 0     |
| 2013-2014             | FC Sochaux-Montbéliard | Ligue 1               | -           | -           | -               | -               | -                 | -                 | 0     | 0     |
| 2014-2015             | FC Sochaux-Montbéliard | Ligue 2               | 4           | 0           | 1               | 0               | 1                 | 0                 | 6     | 0     |
| 2015-2016             | FC Sochaux-Montbéliard | Ligue 2               | 7           | 0           | 3               | 0               | -                 | -                 | 10    | 0     |
| Sous-total            | Sous-total             | Sous-total            | 12          | 0           | 4               | 0               | 2                 | 0                 | 18    | 0     |
| 2016-2017             | Grenoble Foot 38       | CFA                   | -           | -           | -               | -               | -                 | -                 | 0     | 0     |
| 2017-2018             | Grenoble Foot 38       | National              | 4           | 0           | 5               | 0               | -                 | -                 | 9     | 0     |
| 2018-2019             | Grenoble Foot 38       | Ligue 2               | 15          | 0           | 3               | 0               | 1                 | -                 | 19    | 0     |
| 2019-2020             | Grenoble Foot 38       | Ligue 2               | 1           | 0           | -               | -               | 2                 | -                 | 3     | 0     |
| Sous-total            | Sous-total             | Sous-total            | 20          | 0           | 8               | 0               | 3                 | -                 | 31    | 0     |
| 2021-2022             | Stade plabennécois     | National 2            | 18          | 0           | -               | -               | -                 | -                 | 18    | 0     |
| 2022-2023             | US Créteil-Lusitanos   | National 2            | 21          | 0           | 1               | 0               | -                 | -                 | 22    | 0     |
| 2023-2024             | Jura Dolois Football   | National 3            | 19          | 0           | 3               | 0               | -                 | -                 | 22    | 0     |
| 2024-2025             | Valenciennes FC        | National              | 2           | 0           | 5               | 0               | -                 | -                 | 7     | 0     |
| Total sur la carrière | Total sur la carrière  | Total sur la carrière | 92          | 0           | 21              | 0               | 5                 | 0                 | 118   | 0     |

### En équipe nationale
| Saison                | Sélection             | Phases finales        | Phases finales | Phases finales | Éliminatoires | Éliminatoires | Matchs amicaux | Matchs amicaux | Total | Total |
| Saison                | Sélection             | Compétition           | M              | B              | M             | B             | M              | B              | M     | B     |
| --------------------- | --------------------- | --------------------- | -------------- | -------------- | ------------- | ------------- | -------------- | -------------- | ----- | ----- |
| 2013-2014             | Sénégal               | -                     | -              | -              | -             | -             | -              | -              | 0     | 0     |
| 2014-2015             | Sénégal               | CAN 2015              | 0              | 0              | -             | -             | 1              | 0              | 1     | 0     |
| Total sur la carrière | Total sur la carrière | Total sur la carrière | -              | -              | -             | -             | 2              | 0              | 2     | 0     |

### Liste des matches internationaux
| Matches internationaux de Papa Camara | Matches internationaux de Papa Camara | Matches internationaux de Papa Camara         | Matches internationaux de Papa Camara | Matches internationaux de Papa Camara | Matches internationaux de Papa Camara | Matches internationaux de Papa Camara                             |
|                                       | Date                                  | Lieu                                          | Adversaire                            | Résultat                              | Compétition                           | Notes                                                             |
| ------------------------------------- | ------------------------------------- | --------------------------------------------- | ------------------------------------- | ------------------------------------- | ------------------------------------- | ----------------------------------------------------------------- |
| 1.                                    | 31 mai 2014                           | Stade Pedro Bidegain, Buenos Aires, Argentine | Colombie                              | 2 - 2                                 | Match amical                          | Titulaire.                                                        |
| 2.                                    | 13 janvier 2015                       | Stade Larbi-Benbarek, Casablanca, Maroc       | Guinée                                | 2 - 5                                 | Match amical                          | Entre en jeu à la place de Bouna Coundoul à la 46e minute de jeu. |